# 323.ª Divisão de Infantaria (Alemanha)
A 323ª Divisão de Infantaria (em alemão:323. Infanterie-Division) foi uma unidade militar que serviu no Exército alemão durante a Segunda Guerra Mundial.

## Comandantes
| Comandante                   | Data                                            |
| ---------------------------- | ----------------------------------------------- |
| Generalleutnant Max Mühlmann | 15 de novembro de 1940 - 10 de janeiro de 1942  |
| Generalleutnant Hans Bergen  | 10 de janeiro de 1942 - 5 de novembro de 1942   |
| Generalleutnant Viktor Koch  | 5 de novembro de 1942 - 22 de dezembro de 1942  |
| Generalmajor Andreas Nebauer | 25 de dezembro de 1942 - 2 de fevereiro de 1943 |
| Oberst Koschella             | 2 de fevereiro de 1943 - ? de setembro de 1943  |

## Área de operações
| Alemanha                       | novembro de 1940 - novembro de 1941 |
| França                         | novembro de 1941 - maio de 1942     |
| Frente Oriental, setor sul     | maio de 1942 - julho de 1943        |
| Frente Oriental, setor central | julho de 1943 - setembro de 1943    |